# دیوید بدیل
دیوید لیونل بدیل(به انگلیسی: David Baddiel) (متولد ۲۸ می۱۹۶۴) کمدین و رمان‌نویس بریتانیایی است. وی در شهر نیویورک زاده شد و وقتی که چهار ساله بود خانواده‌اش به بریتانیا مهاجرت کردند. پدرش کولین برایان بدیل(زادهٔ ولز) شیمیدان بود. مادرش سارا یک پناهنده بود که از رژیم آلمان نازی فرار کرده بود. وی زمانی که فرزندش دیوید پنج‌ماهه بود، در سال ۱۹۳۹ همراه با شوهرش به بریتانیا فرار کرده بود. پدر و مادر دیوید هر دو یهودی بودند.
دیوید در شمال لندن بزرگ شد. وی دارای مدرک پی‌اچ‌دی زبان انگلیسی است.